# José Luis Russo
José Luis Russo (Montevideo, 14 juli 1958) is een voormalig profvoetballer uit Uruguay. Als verdediger speelde hij clubvoetbal in Uruguay, Brazilië, Chili en Colombia. Russo beëindigde zijn actieve carrière in 1993 bij CSD Huracán Buceo.

## Interlandcarrière
Russo speelde in totaal zestien officiële interlands (geen doelpunten) voor zijn vaderland Uruguay. Hij maakte zijn debuut voor de nationale ploeg op 24 mei 1979 in de vriendschappelijke uitwedstrijd tegen Brazilië (5-1), evenals José Hermes Moreira, Néstor Montelongo en Mario Saralegui. Russo nam met La Celeste deel aan de strijd om de Copa América in 1979.

## Erelijst
Peñarol
- Uruguayaans landskampioen

1986